# Sprezzatura
Der Begriff Sprezzatura wurde von dem italienischen Schriftsteller Baldassare Castiglione als Fähigkeit beschrieben, auch anstrengende Tätigkeiten und Aktivitäten oder solche, die langes Lernen und Üben voraussetzen, leicht und mühelos erscheinen zu lassen. Die Idee geht somit über die Beherrschung einer Kunst oder die Gelehrsamkeit hinaus und bezeichnet eine Art und Weise, sich möglichst vorteilhaft in der Gesellschaft zu präsentieren.
Die Sprezzatura war ein wichtiges Distinktionssmerkmal der Eliten, die sich im 16. Jahrhundert in Italien herausbilden; in gewissem Sinne vergleichbar mit der Bedeutung der Contenance in manchen heutigen Gesellschaftsschichten.

## Herkunft des Begriffs
In seinem Buch vom Beginn des 16. Jahrhunderts Libro del Cortegiano (Das Buch vom Hofmann) führt Castiglione die Sprezzatura als wesentliche Eigenschaft eines perfekten Hofmanns (Höflings) ein und empfiehlt stets, „so sehr man es vermag, die Künstelei [la affettazione] als eine rauhe und gefährliche Klippe zu vermeiden und bei allem, um vielleicht ein neues Wort zu gebrauchen, eine gewisse Art von Lässigkeit [una certa sprezzatura] anzuwenden, die die Kunst verbirgt und bezeigt, daß das, was man tut oder sagt, anscheinend mühelos und fast ohne Nachdenken zustande gekommen ist. Davon rührt, glaube ich, großenteils die Anmut [la grazia] her.“

## Verbreitung
Giulio Caccini nahm im Vorwort von Le Nuove Musiche dieses höfische Ideal auf und sprach von der nobile sprezzatura di canto im Sinne einer ungezwungenen, entspannten Leichtigkeit der Arien seiner Opern.
In der Modewelt wird der Begriff Sprezzatura verwendet, um einen raffinierten Regelverstoß oder Lässigkeit zu kennzeichnen, insbesondere in der Männermode.
Richard Sennett geht in seinem Buch Zusammenarbeit ausführlich auf Ursprung und Verwendung von Sprezzatura ein. Sennett nennt Sprezzatura ein Handwerk, in dem Leichtigkeit erlernt wird. Auch in seinem Buch Der darstellende Mensch bezeichnet er die Fähigkeit, das Schwere mühelos und elegant aussehen zu lassen, mit Sprezzatura.
Jürgen Trabant behauptet, coolness sei „nichts anderes als sprezzatura“.
Vergleiche die Redensart: Nur wer tanzen kann, dessen Gang wird ungezwungen.